# نیوفاندلند (نیوجرسی)
نیوفاندلند (به انگلیسی: Newfoundland) یک منطقهٔ مسکونی در ایالات متحده آمریکا است که در میلفورد غربی، نیوجرسی واقع شده‌است. نیوفاندلند ۲۳۲ متر بالاتر از سطح دریا واقع شده‌است.